# Synaldis baloghi
Synaldis baloghi är en stekelart som beskrevs av Fischer 1993. Synaldis baloghi ingår i släktet Synaldis och familjen bracksteklar. Inga underarter finns listade i Catalogue of Life.